# Birkan Sokullu
Birkan Sokullu (Istanbul, 6 ottobre 1985) è un attore e modello turco.

## Biografia

### Origini
Nato nel 1985 a Istanbul (Turchia), Birkan Sokullu proviene da una famiglia di immigrati bosniaci. All'età di ventuno anni ha riscosso grandi difficoltà nella sua vita quando perse sua madre a causa di un'emorragia cerebrale.

### Istruzione e primi anni
All'età di undici anni ha iniziato a praticare basket nel club Tekelspor, con la quale ha giocato professionalmente nel Basketbol Süper Ligi, ma nel 2004 in seguito ad un infortunio ha dovuto abbandonare l'attività. Successivamente ha studiato produzione radiofonica e televisiva presso l'Università di Maltepe e allo stesso tempo si è distinto lavorando come modello. Nel 2003 si è classificato al terzo posto nel concorso Miglior modello della Turchia. Ha seguito lezioni di recitazione con lezioni impartite dall'attrice Dolunay Soysert, poi ha anche studiato per un anno presso la facoltà di belle arti del dipartimento d'arte drammatica e recitazione dell'Università Aydın di Istanbul, ma ha abbandonato gli studi. Nel corso della sua carriera da modello è stato testimonial degli spot pubblicitari Nike e Beymen Club.

### Carriera professionale
Nel 2008 ha iniziato la carriera di recitazione con il ruolo di Mustafa nella serie in onda su ATV Elif. Nello stesso anno ha ricoperto il ruolo di Ayaz nella serie in onda su Kanal D Küçük Kadınlar. Nel 2009 e nel 2010 ha ottenuto il ruolo di Levent nella serie in onda su Show TV Melekler Korusun. Nel 2010 e nel 2011 è stato scritturato per interpretar il ruolo di Demir Karaman nella serie in onda su Kanal D e Star TV Küçük Sırlar. Nel 2012 ha preso parte al cast della serie in onda su ATV Uçurum, nel ruolo di Ulaş. L'anno successivo, nel 2013. ha ricoperto il ruolo di Şehzade Mustafa nella serie in onda su Kanal D Fatih.
Nel 2014 è stato scelto per interpretare il ruolo di Petro Borinsky nella serie in onda su Star TV La ragazza e l'ufficiale (Kurt Seyit ve Şura), insieme agli attori Kıvanç Tatlıtuğ, Farah Zeynep Abdullah, Ushan Çakır, Seda Güven, Elçin Sangu e Demet Özdemir. Nel 2016 e nel 2017 ha interpretato il ruolo di Kerim Cevher nella serie in onda su Kanal D Hayat Şarkısı. Nel 2018 ha fatto parte del cast della serie in onda su Show TV Yüz Yüze, nel ruolo di Cihangir "Cino" Bilir e in quello della web serie di BluTV Immortals (Yaşamayanlar), nel ruolo di Numel. Nello stesso anno è apparso con il ruolo di Birkan nel cortometraggio Chess diretto da Ragip Ergun.
Nel 2019 ha fatto il suo esordio al cinema con il ruolo di Hakan nel film Kronoloji diretto da Ali Aydın e per il ruolo di Özgür nel film Güzelliğin Portresi diretto da Umur Turagay. L'anno successivo, nel 2020, ha ottenuto il ruolo del mercenario genovese Giovanni Giustiniani Longo nella web serie di Netflix L'Impero Ottomano (Rise of Empires: Ottoman). Nello stesso anno ha fatto parte del cast della serie in onda su TRT 1 Ya İstiklal Ya Ölüm, nel ruolo di Topkapılı Cambaz Mehmet Bey.

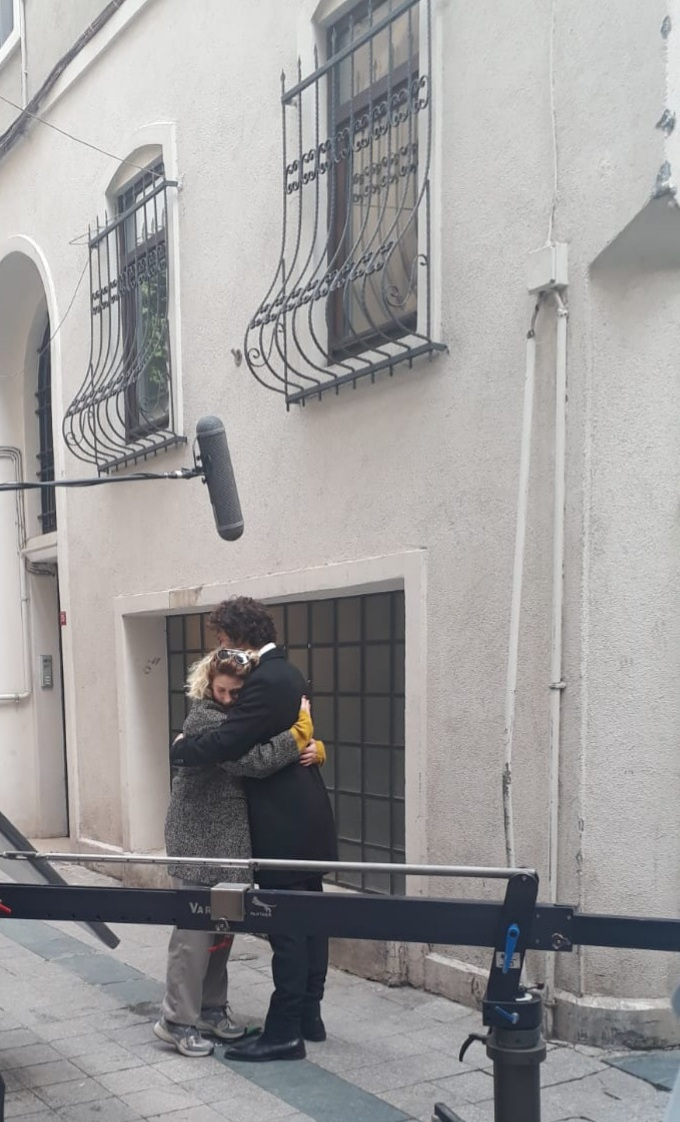
Birkan Sokullu e Farah Zeynep Abdullah nel 2020 sul set della serie Masumlar Apartmanı.

Dal 2020 al 2022 è stato scelto per interpretare il ruolo di Han Derenoğlu nella serie in onda su TRT 1 Masumlar Apartmanı, insieme agli attori Ezgi Mola, Merve Dizdar, Melisa Şenolsun e Aslıhan Gürbüz. Nel 2022, sempre con il ruolo di Han Derenoğlu, è apparso nella serie in onda su TV8 Kırmızı Oda. Nel 2023 ha preso parte al cast della serie in onda su Star TV Yüz Yıllık Mucize, nel ruolo di Ali Tahir / Eşref / Kemal. L'anno successivo, nel 2024, ha recitato nel film di Netflix Art of Love (Romantik Hırsız), nel ruolo di Güney Arat e nella web serie di beIN CONNECT Zamanın Kapıları.

## Vita privata
Birkan Sokullu il 13 luglio 2012 è convolato a nozze con l'attrice Aslı Enver, dalla quale ha divorziato il 27 agosto 2015.

## Filmografia

### Cinema
- Kronoloji, regia di Ali Aydın (2019)
- Güzelliğin Portresi, regia di Umur Turagay (2019)
- Art of Love (Romantik Hırsız), regia di Recai Karagöz (2024)

### Televisione
- Elif – serie TV, 12 episodi (ATV, 2008)
- Küçük Kadınlar – serie TV, 28 episodi (Kanal D, 2008)
- Melekler Korusun – serie TV (Show TV, 2009-2010)
- Küçük Sırlar – serie TV, 55 episodi (Kanal D, Star TV, 2010-2011)
- Uçurum – serie TV, 24 episodi (ATV, 2012)
- Fatih – serie TV (Kanal D, 2013)
- La ragazza e l'ufficiale (Kurt Seyit ve Şura) – serie TV, 21 episodi (Star TV, 2014)
- Hayat Şarkısı – serie TV, 57 episodi (Kanal D, 2016-2017)
- Yüz Yüze – serie TV, 2 episodi (Show TV, 2017)
- Bir Aile Hikayesi – serie TV, 18 episodi (Fox, 2019)
- Ya İstiklal Ya Ölüm – serie TV, 12 episodi (TRT 1, 2020)
- Masumlar Apartmanı – serie TV, 71 episodi (TRT 1, 2020-2022)
- Kırmızı Oda – serie TV, 2 episodi (TV8, 2022)
- Yüz Yıllık Mucize – serie TV, 13 episodi (Star TV, 2023)

### Web TV
- Immortals (Yaşamayanlar) – web serie, 8 episodi (BluTV, 2018)
- L'Impero Ottomano (Rise of Empires: Ottoman) – web serie, 6 episodi (Netflix, 2020)
- Zamanın Kapıları – web serie (beIN CONNECT, 2024)

### Cortometraggi
- Chess, regia di Ragip Ergun (2018)

## Spot pubblicitari
- Nike
- Beymen Club

## Doppiatori italiani
Nelle versioni in italiano dei suoi film e delle sue serie TV, Birkan Sokullu è stato doppiato da:
- Gabriele Sabatini[49] ne La ragazza e l'ufficiale[50]
- Fabrizio De Flaviis[51] ne L'Impero Ottomano[52]
- Massimo Bitossi[53] in Immortals[54]
- Andrea Mete[55] in Art of Love[56]

## Riconoscimenti
- Ayakli Gazete TV Stars Awards
  - 2021: Candidato come Miglior attore in una serie televisiva per Masumlar Apartmanı

- GSÜ Top Awards
  - 2020: Candidato come Miglior attore maschile in una serie televisiva per Masumlar Apartmanı

- International Izmir Film Festival
  - 2020: Candidato come Miglior attore non protagonista in una serie televisiva digitale per L'Impero Ottomano (Rise of Empires: Ottoman)

- MGD - Premio Lente d'oro
  - 2021: Vincitore come Miglior attore televisivo maschile dell'anno per Masumlar Apartmanı

- Pantene Golden Butterfly Awards
  - 2016: Candidato come Miglior attore per la serie Hayat Şarkısı
  - 2016: Candidato come Miglior coppia televisiva con Burcu Biricik per la serie Hayat Şarkısı
  - 2021: Candidato come Miglior attore per la serie Masumlar Apartmanı
  - 2022: Candidato come Miglior coppia televisiva con Aslıhan Gürbüz per la serie Masumlar Apartmanı

- Premio giornalistico permanente per le star della TV
  - 2021: Candidato come Miglior attore televisivo per la serie Masumlar Apartmanı

- Premio ITU per i Social Media
  - 2020: Candidato come Miglior attore per la serie Masumlar Apartmanı

- Premio media KTÜ
  - 2022: Candidato come Attore più ammirato dell'anno per la serie Masumlar Apartmanı

- PRODU Awards
  - 2021: Vincitore come Miglior attore in una serie straniera per Masumlar Apartmanı